# Nesonycteris maccoyi
Nesonycteris maccoyi is een zoogdier uit de familie van de vleerhonden (Pteropodidae). De wetenschappelijke naam van de soort werd voor het eerst geldig gepubliceerd door Tim Flannery in 1993. De soort werd in 2023 afgesplitst van Nesonycteris fardoulisi.

## Voorkomen
De soort komt voor op het eiland Malaita in de Salomonseilanden.